# Anne-Marie Trinquier
Anne-Marie Trinquier, née le 3 juillet 1901 à Arles et morte le 3 avril 1996 à Paris 13e, est une femme politique française.

## Biographie

### Formation
Anne-Marie Trinquier est juriste.

### Seconde guerre mondiale
Les actes de résistance d'Anne-Marie Trinquier sur Aix-en-Provence lui valent la médaille de la Résistance avec rosette,.

### Carrière politique
Anne-Marie Trinquier est alors conseillère générale des Bouches-du-Rhône lorsqu'elle est tête de liste du Mouvement républicain populaire (MRP) aux élections au Conseil de la République du 8 décembre 1946. Durant ces élections, sa liste arrive derrière le Parti communiste et lui permet d’être élue. Elle devient sénatrice, siégeant aux commissions des affaires économiques, de l'éducation nationale et de la France d'outre-mer. Elle est secrétaire générale du groupe parlementaire du MRP.
Elle se représente, sans succès, aux élections du 7 novembre 1948 pour le renouvellement total du Conseil de la République. En juin 1950, elle devient assistante du chef de cabinet de Jules Catoire, secrétaire d’État chargé de la Santé publique. En janvier 1959, elle est chargée de mission pour les relations avec l’Assemblée nationale du ministre du Travail Paul Bacon.

## Détail des fonctions et des mandats

### Mandat parlementaire
- 8 décembre 1946 - 7 novembre 1948 : Sénatrice des Bouches-du-Rhône

## Décoration
- Médaille de la Résistance française avec rosette (décret du 11 mars 1947)[3]